# Тортила Флет
„Тортила Флет“ (1935) е ранен роман на Джон Стайнбек написан в Монтерей, Калифорния. Романът е първият истински успех на автора сред критиката и на пазара.
В книгата се описва с голяма симпатия и хумор група paisanos – буквално, провинциалисти — малка група блуждаещи приятели, които се радват на живота и виното в дните след края на Първата световна война.
Стайнбек ще завръща по-късно към някои от местните жители на Монтерей в своя роман Улица Консервна (1945).

## Въведение в сюжета
Над града Монтерей на Калифорнийския бряг се намира занемарения квартал Тортила Флет, населен с разхайтени безработни местни от Мексико – коренното население от Америките — с испанско-кавказки произход (които обикновено твърдят, че имат чиста испанска кръв).
Главният герой Дани наследява две къщи от дядо си, където той и неговите приятели отиват да живеят. Къщата на Дани, както и неговите приятели, Стайнбек сравнява с Кръглата маса и Рицарите на кръглата маса. Голямата част от действието се развива по времето на късните тийнейджърски и първите години като възрастен на Стайнбек, малко след Първата световна война.

## Резюме на сюжета
Следващите заглавия на главите на книгата, заедно с кратки резюмета, очертават приключенията, които алкохолизираната група понася за да си осигури червено вино и приятелство.
Резюме на главите
1. Как Дани, завърнал се от войната, стана наследник и как се закле да покровителствува бездомните. – След като е работил като водач на мулета по време на Първата световна война, Дани се завърна, за да установи, че е наследил две къщи от покойния си дядо. Дани се напива и отива в затвора. Той и надзирателят прият вино при Торели. След бягство, Дани говори със своя приятел, умен мъж на име Пайлън, и споделя с него своето бренди и своите къщи.
2. Как жаждата за място в обществото съблазни Пайлън и той изостави гостоприемството на Дани. – Дани не успява в опитите си да възстанови водоснабдяването вкъщи. Пайлън убива петел, взема под наем втората къща на Дани срещу наем, който се подразбира, че той никога няма да плати и заменя хартиени рози за галон вино при госпожа Торели.
3. Как отровата на владението подейства на Пайлън и как злото временно възтържествува в него. – Дани и Пайлън споделяха вино, две жени и бой. Пиян за втори път, Пайлън преотдава под наем половината от неговата къща на Пабло.
4. Как Джизъс Мария Коркоран, един добър човек, неволно стана проводник на злото. – Пабло, Пайлън и Дани обсъждат жените и плащането на наема. Пабло и Пайлън преотдават тяхната къща на Джизъс Мария. Понеже той има само $3 и dime в него, те вземат $2 депозит и му оставят остатъка, за да купи подарък на жената, която харесва.
5. Как Свети Франциск промени държанието си и наложи едно малко наказание на Пайлън, Пабло и Джизъс Мария. – Пайлън и Пабло се наслаждават на два галона вино. Монтерей се подготвя за нощта. Пабло се наслаждава на вечеря, дърва за огрев и любовта на госпожа Торели. Джизъс Мария е пребит от войници, защото се възползва от тяхното уиски и тяхната любовница Арабела. Свещта, която Пабло посвещава на Свети Франциск, опожарява къщата, докато Дани, който е в съседката госпожа Моралес не обръща никакво внимание.
6. Как трима грешници се разкаяха и добиха душевен мир. Как приятелите на Дани се заклеха във вечна дружба. – Пабло, Пайлън и Джизъс Мария спят в боровата гора. Те се събуждат от миризмата на пикник, който става техен и е споделен с Дани, в чиято останала къща те се преместват.
7. Как приятелите на Дани се превърнаха в сила на доброто. Как помогнаха на бедния пират. – Пирата, ментално увреден мъж, който живее с 5 кучета е поканен от Пайлън да се настани в къщата на Дани. Пирата е дал обещание на Бог, че ако той спаси едно негово болно куче, той ще купи златна свещ за Свети Франциск от Асизи. Болното куче оздравява, въпреки че скоро след това е премазано от камион. Пирата е решен да спази обещанието си да купи златен свещник за Св. Франциск за Pirate 1000 четвъртини, ($250). Пирата е единствения пиасано, който работи и заработва 25 цента на ден, продавайки борина, но преживява с храна дадена му от подаяния и спестява пари. Той има скрита чанта с четвъртини, факт известен на мнозина. Когато той им разкрива своето съкровище, те, чувствайки се виновни, го подпомагат в неговото начинание.
8. Как приятелите на Дани търсеха приказното съкровище срещу Андреевден. Как Пайлън го намери и как след това един чифт рипсени панталони два пъти смениха собственика си. – Джо Портаджи се връща от военния затвор, изгаря публичен дом, отива в затвора отново. Той и Пайлън търсят съкровище в гората на Андреевден (29 ноември), и виждат слаб лъч от място, което те маркират. Следващата нощ, с вино, което Джо е получих срещу одеяло, отраднато от Дани, те копаят на мястото и откриват нещо с етикет they "Геодезична служба на САЩ + 1915 + Кота 600 фута". Осъзнавайки, че е престъпление да го вземат, те се напиват на плажа. Пайлън, за да накаже Джо за това, че е откраднал от своя домакин, възстановява одеялото и изтъргува панталоните на Джо за вино, оставяйки Джо гол на плажа.
9. Как Дани бе подмамен от една прахосмукачка и как неговите приятели го отърваха. – Дани изтъргува отраднати медни пирони срещу пари, с които закупува прахосмукачка от г-н Саймън, за да я подари на Сладура Рамирез (която няма електричество). Сладура доволно се преструва, че има електричество, тикайки машината по пода, докато бръмчеше с уста, и Дани печели нейното благоразположение. Той прекарва всяка вечер със Сладура, докато Пайлън, казвайки си, че му липсват приятелите, взема прахосмукачката и я изтъргува с Торели, местният магазинер, за вино. Тогава Торели открива, че прахосмукачката, която „работи“ с измислено електричество, всъщност няма мотор.
10. Как приятелите утешиха един ефрейтор и в отговор получиха урок по бащинска етика. – Джизъс Мария се сприятелява с млад мъж с бебе и го довежда в къщата. Бебето е болно. Един капитан е откраднал жена му. Бебето умира и мъжа обяснява, защо е искал бебето да бъде Генерал, не за да може да краде жените на другите мъже, вместо те от него, а за собственото щастие на детето му. Приятелите са развълнувани от искреността на ефрейтора.
11. Как при най-неблагоприятни обстоятелства любовта осени големия Джо Портаджи. – Джо Портаджи идва от дъжда в Tia Ignacia's. Той пие нейното вино, заспива, след което се събужда бит от жената, защото е изпил нейното вино и не се е възползвал от нея. По средата на отблъскването на тази атака, по средата на улицата, в дъжда, той е връхлетян от похотта. Случайно намиращ се там полицай им казва да спрат да правят това, което правят по средата на калната улица.
12. Как приятелите на Дани помогнаха на Пирата да спази своя обет и как кучетата на Пирата видяха като награда за заслугите си една истинска свята гледка. – Пиратът най-накрая се доверява на Дани и оставя своята чанта с четвъртини в къщата, откъдето впоследствие чантата изчезва. Големият Джо е пребит да безсъзнание заради кражбата на парите. Приятелите занясят хиляда четвъртини, които Пиратът е спечелил за няколко години от цепене на борина, на отец Рамон, за да купи свещник. В църквата Сан Карлос в неделя, Пиратът вижда неговия свещник пред Св. Франциск. Кучетата нахлуват в църквата и трябва да бъдат изведени. По-късно Пиратът проповядва всички притчки на отец Рамон за Св. Франциск на кучетата, които изведнъж се сепнаха от нещо зад тях, което Пиратът повярва, че е видение.
13. Как приятелите на Дани се притекоха да помогнат на една злочеста лейди. – Неомъжената Терезина Кортез има менажерия от девет здрави бебета и деца, които живеят само от тортила и боб и нищо друго, и независимо от това са невероятно здрави, както установява училищния лекар. Терезина събира боба от нивите. Също като мадона от преданията, Терезина създава бебета без очевидно никаква специална помощ. Когато бобената реколта е унищожена от дъжда, съквартирантите на Дани открадват боб за децата от цял Монтерей. Това ги поболява. Въпреки че получаването на няколко откраднити чувала боб пред вратата изглежда като чудо, децата възстановяват своето здраве, а Терезина е отново бременна. Тя се чуди кой от приятелите на Дани е отговорен за това.
14. За хубавия живот в къщата на Дани, за подареното прасе, за мъката на Дългия Боб и за несподелената любов на стария Равано. Защо прозорците не трябва да се чистят. Приятелите си разказват истории. Дани: Как Корнелия загуби малкото прасенце, което Емилио ѝ подари. Пабло: как всички се смяха, след като Дългия Боб „отнесе“ носа си с изстрел. Джизъс Мария: как Пити Равано спечели Грейси чрез обесване като бе спасен в точния момент, убеждавайки я по този начин в своята любов; и как бащата на Пити, the viejo (стареца) се обеси с цел да постигне същият ефект, но врата се затръшна от вятъра в най-неподходящия момент и никой не го видя.
15. Как Дани затъгува и се побърка. Как дяволът в лицето на Торели напада къщата на Дани. – Дани се премества да живее в гората и не може да бъде открит от своите приятели. Когато Торели им показва договорът за продажба на къщата на Дани, те го открадват и изгарят.
16. За скръбта на Дани. Как приятелите на Дани се пожертваха, за да дадат празненство. Как Дани премина в друг свят. – Дани е дълбоко разкаян. Неговите приятели работят цял ден и чистят сепия за Чин Ки. Всички жители на Тортила Флет правят парти в къщата на Дани. Той се наслаждава на много жени и предизвиква всички мъже на бой (въоръжен с крак на маса). Той умира след падане от 40 фута (над 12 м.) в дерето.
17. Как тъжните приятели на Дани нарушиха установените правила. Как бе изгорен талисманът, който свързваше всички. Как всеки един от приятелите тръгна по свой път. – Приятелите на Дани не могат да се облекат адекватно за неговото военно погребение. Те разказват истории за него от преди случката в дерето. След това пият вино, което Пайлън е откраднал от Торели. Пабло пее Тули Пан. Случайно възниква малък пожар, който приятелите гледат с одобрение, без да предприемат каквото и да е, за да го потушат. От димящите руини всеки поема по свой собствен път.